# Усмішка богів
Усмішка богів(яп. 神々の笑顔) — новела японського письменника Акутаґава Рюноске, написана у 1922 році.

## Назва новели
Визначна риса Японії – здатність адаптувати чуже до своїх потреб, брати з нього найкраще, не зраджуючи своїй культурі, не змінюючи її докорінно. Акутаґава  дає відповідь на питання про проблему європеїзації: японські синтоїстські божества живуть вічно, вони тільки іронічно посміхаються спостерігаючи недолугі спроби  Європи довести, буцімто їх (божеств) не існує. У назві звучить перереконаність у вічному існуванні богів.

## Зміст оповідання
Новела починається тим, що Орґантіно, португальський місіонер, прогулюється  у саду храму Намбандзі (християнській церкві в Кіото).
- Експозиція

У саду між соснами й кипарисами ростуть троянди, оливи, лаври та інші європейські кущі та дерева. Орґантіно згадує великий собор у Римі, гавань Лісабона, звуки ребека, смак мигдалю і сумує за батьківщиною. Його тішить, що вже кілька десятків тисяч туземців стали християнами. Стверджуючи, що пейзажі в Японії красиві і клімат теплий, він якомога швидше хоче покинути цю країну.  
- Зав'язка

Герой бачить плакучу сакуру, як уособлення Японії, у вечірніх сутінках,  і його це непокоїть. Через пів години він почав службу у храмі й раптом заспівав півень.
- Розвиток подій

Поруч із першим білим-білісіньким півнем появилась незлічена зграя півнів, які невідомо де взялися. Вони літали, бігали, кукурікали. Орґантіно намагається перекреститися, але якась сила не дозволяє підняти руку.
Храм наповнюють радісні люди, прості чоловіки і жінки незвичної зовнішності з нанизаним на нитку нефритом навколо шиї. Монах спостерігає, як біля багаття японці у старовинному одязі частували один одного саке. У центрі на великому перевернутому цебрі витанцьовувала вродлива жінка.
Потім через відкритий отвір повінню линуло імлисте світло і монах втратив свідомість.
Наступного вечора Орґантіно знову прогулювався в саду біля храму. Він задоволений, бо кілька самураїв цього дня навернулися до хритиянства. Раптом хтось поплескав монаха по плечу. Спочатку він нікого не побачив. Та згодом забачив старого з намистом на шиї, древнього бога Японії.
- Кульмінація. Монолог древнього бога є кульмінацією новели. Він стверджує, що багато мислителів приходили в Японію з Китаю, принесли крім вчення дао шовк, ієрогліфи, нефрит і багато інших речей. Але Китай не завоював японців і їхніх богів. Бог переконаний, що сила полягає в тому, щоб не руйнувати нову інформацію, а перетворювати.

Між іншим він розповідає про Одіссея, який став місцевим жителем і попереджує монаха бути обачним.
- Розв'язка.

Орґантіно залишає Японію.

## Герої оповідання
Акутаґава не дозволяє читачеві робити поспішні висновки, його герої далеко не однозначні. 
- Орґантіно, португальський місіонер, живе в Японії. "Рудий монвах" сумує, перебуває в депресії. Він відчуває страх і силу древніх богів, яка немов підземне джерело, розливається по всій країні.  Всі зусилля героя захистити себе іменем Деусу марні.
- Древні боги Японії зображені видимими і невидимими. Автор зазначає, що японські боги живуть віддавна, з самого «досвітку світу». Фраза «грецькі боги померли» нагадує про тріумф істинності над язичництвом. Древні боги скрізь: живуть у деревах, у мілких річках, у вітрі, що пролітає над трояндами, у вечірній заграві, що виблискує на стінах храмів. Старий із намистом на шиї, який вступає в діалог із монахом, спочатку схожий на привида.  Але в його словах мудрість, розважливість і віра у віних богів та переконання: все, що приходить в Японію, стає японським.